# 英雄広場駅
座標: 北緯47度30分51秒 東経19度04分37秒 / 北緯47.51417度 東経19.07694度
英雄広場駅（えいゆうひろばえき、洪:Hősök tere）とはハンガリー共和国ブダペスト県ブダペスト市6区に位置するブダペスト地下鉄1号線の駅である。

## 駅構造
- 相対式ホーム2面2線を有す地下駅。

## 駅周辺
- 英雄広場

## 歴史
- 1896年5月2日 - 開業。

## 隣の駅
ブダペスト地下鉄
■1号線
バイザ通駅 - 英雄広場駅 - セーチェニ温泉駅
- 1896年から1973年迄はセーチェニ温泉駅との間にアラトケルト駅が存在していた。